# Melicharia ticula
Melicharia ticula är en insektsart som beskrevs av Medler 1996. Melicharia ticula ingår i släktet Melicharia och familjen Flatidae. Inga underarter finns listade i Catalogue of Life.